# UFC on Fox: Henderson vs. Melendez
UFC on Fox: Henderson vs. Melendez è stato un evento di arti marziali miste organizzato dalla Ultimate Fighting Championship che si è tenuto il 20 aprile 2013 all'HP Pavilion di San Jose, Stati Uniti.

## Retroscena
Chad Mendes avrebbe dovuto affrontare Clay Guida, ma quest'ultimo s'infortunò e venne sostituito da Darren Elkins.
Matt Brown doveva vedersela con Dan Hardy, il quale venne fermato per problemi al cuore e rimpiazzato da Jordan Mein.
Hugo Viana avrebbe dovuto sfidare Francisco Rivera, ma quest'ultimo diede forfait causa infortunio e al suo posto subentrò T.J. Dillashaw.
Era previsto un match tra Jon Tuck e Norman Parke, ma un acciacco capitato al primo causò l'annullamento dell'incontro.

## Risultati

### Card preliminare
- Incontro categoria Pesi Medi:  Clifford Starks contro  Yoel Romero

Romero sconfisse Starks per KO (ginocchiata volante e pugni) a 1:32 del primo round.
- Incontro categoria Pesi Leggeri:  Anthony Njokuani contro  Roger Bowling

Njokuani sconfisse Bowling per KO (pugno) a 2:52 del secondo round.
- Incontro categoria Pesi Gallo:  T.J. Dillashaw contro  Hugo Viana

Dillashaw sconfisse Viana per KO Tecnico (pugni) a 4:22 del primo round.
- Incontro categoria Pesi Leggeri:  Tim Means contro  Jorge Masvidal

Masvidal sconfisse Means per decisione unanime (29-28, 29-28, 29-28).
- Incontro categoria Pesi Mosca:  Joseph Benavidez contro  Darren Uyenoyama

Benavidez sconfisse Uyenoyama per KO Tecnico (pugno al corpo) a 4:50 del secondo round.
- Incontro categoria Pesi Leggeri:  Ramsey Nijem contro  Myles Jury

Jury sconfisse Nijem per KO (pugno) a 1:02 del secondo round.
- Incontro categoria Pesi Medi:  Francis Carmont contro  Lorenz Larkin

Carmont sconfisse Larkin per decisione unanime (29-28, 29-28, 29-28).
- Incontro categoria Pesi Piuma:  Chad Mendes contro  Darren Elkins

Mendes sconfisse Elkins per KO Tecnico (pugni) a 1:08 del primo round.

### Card principale
- Incontro categoria Pesi Welter:  Matt Brown contro  Jordan Mein

Brown sconfisse Mein per KO Tecnico (pugni e gomitate) a 1:00 del secondo round.
- Incontro categoria Pesi Leggeri:  Nate Diaz contro  Josh Thomson

Thomson sconfisse Diaz per KO Tecnico (calcio alla testa e pugni) a 3:44 del secondo round.
- Incontro categoria Pesi Massimi:  Frank Mir contro  Daniel Cormier

Cormier sconfisse Mir per decisione unanime (30-27, 30-27, 30-27).
- Incontro per il titolo dei Pesi Leggeri:  Benson Henderson (c) contro  Gilbert Melendez

Henderson sconfisse Melendez per decisione divisa (47-48, 48-47, 48-47) e mantenne il titolo dei pesi leggeri.

## Premi
I seguenti lottatori sono stati premiati con un bonus di 50.000 dollari:
- Fight of the Night:  Matt Brown contro  Jordan Mein
- Knockout of the Night:  Josh Thomson e  Yoel Romero
- Submission of the Night:  nessun incontro terminò per sottomissione